# Giuseppe Piergili
Giuseppe Piergili (Cingoli, 15 settembre 1843 – Roma, 30 ottobre 1935) è stato un filologo e biografo italiano.
Durante gli anni di permanenza a Recanati, riordinò la biblioteca della famiglia Leopardi e scoprì particolari inediti su Giacomo Leopardi che furono alla base di una serie di numerose pubblicazioni. Come Prospero Viani e Giuseppe Cugnoni, fu tra gli studiosi che maggiormente si dedicarono all'assidua opera di ricostruzione degli scritti e della vita del Leopardi.

## Biografia

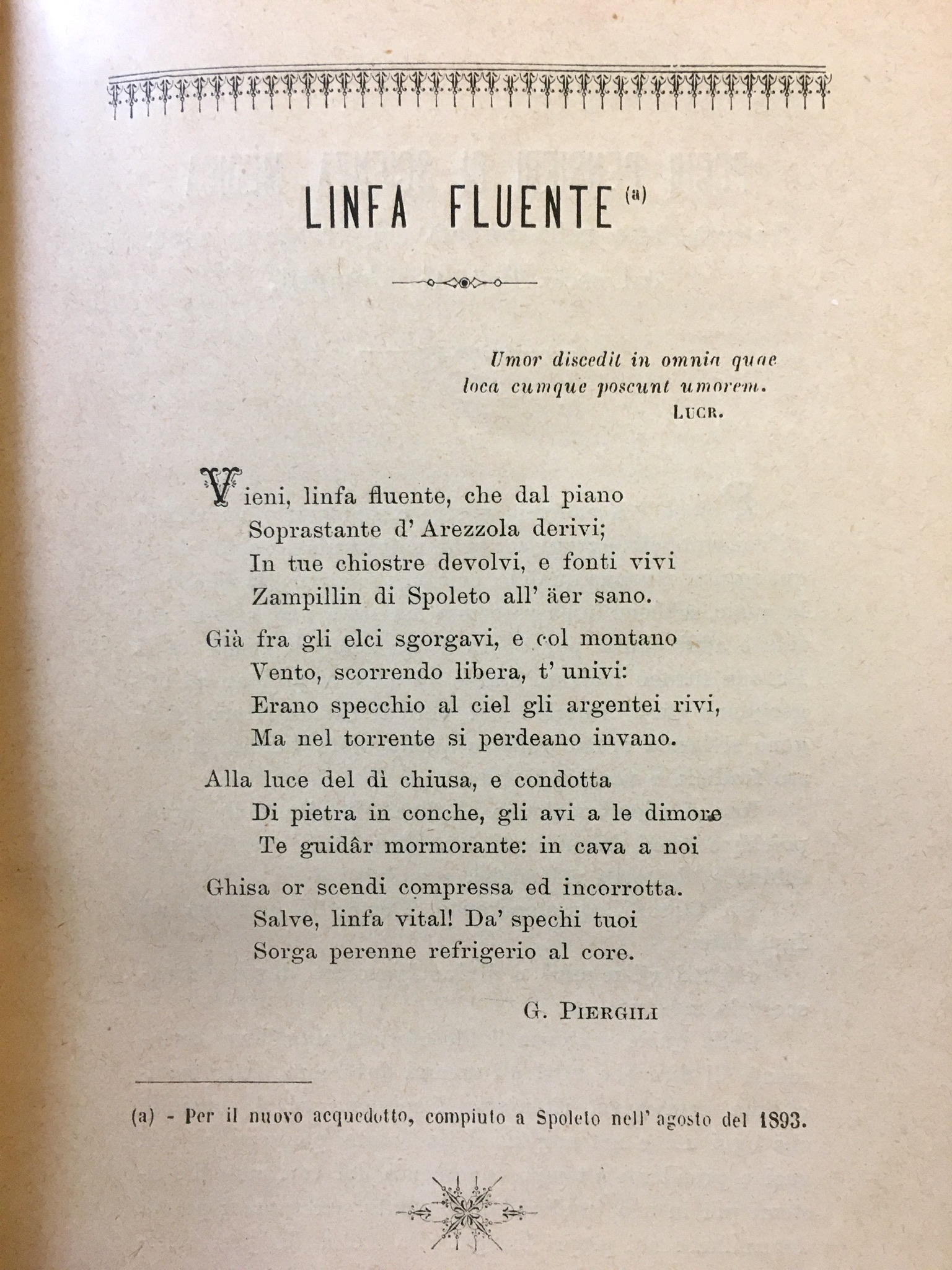
"Linfa fluente", componimento scritto in occasione dell'inaugurazione del nuovo acquedotto di Spoleto

Studiò presso il seminario di Cingoli. Iniziò a lavorare ad Apiro in qualità magister grammaticalis e nel 1862 insegnò nel Ginnasio inferiore di Terni.
Nel 1865 si trasferì a Recanati, dove rimase per diciassette anni, per assumere il ruolo di professore e direttore del Ginnasio Leopardi di Recanati.
Conobbe il conte Giacomo Leopardi, nipote del poeta, che gli aprì le porte della biblioteca di famiglia ed ebbe modo di incontrare anche il fratello, Carlo Leopardi e la moglie Teresa Teja.
Nel 1867 sposò Maria Luigia dei conti Cappellari di Fano. Nel 1869 nacque il primogenito Boezio, a cui seguirono Alighiero nel 1872 ed Anna nel 1876.
Successivamente svolse il ruolo di preside di Ginnasio e Liceo in numerose città: a Spoleto dal 1882 al 1900, a Matera dal 1901 al 1903; a L'Aquila dal 1903 al 1905; ad Ascoli Piceno dal 1905 al 1908, ad Ancona nell'anno 1908-1909, a Spoleto nel Regio Liceo Pontano Sansi (1882-94 e 1909-12) ed infine a Perugia dal 1912 al 1918. Terminata l'attività lavorativa, si trasferì prima ad Albano e poi, dopo la morte della moglie nel 1920, a Roma.
Nel 1892 pubblicò dei documenti inediti che sconfessarono la tesi di Antonio Ranieri, che aveva scritto di aver dovuto mantenere il Leopardi a causa della mancanza di aiuti economici da parte della famiglia Leopardi: in particolare, riportò il testo dell'ultima cambiale di mano del Ranieri sottoscritta da Leopardi, di 35 scudi incassata 4 giorni prima della morte del Poeta

## Opere
- Giuseppe Piergili, Nuovi documenti intorno agli scritti e alla vita di Giacomo Leopardi, Firenze, Le Monnier, 1892, OCLC 17423490.
- Giuseppe Piergili, Lettere scritte a Giacomo Leopardi dai suoi parenti, con giunta di cose inedite o rare: edizione curata sugli autografi da Giuseppe Piergili e corredata dei ritratti di Giacomo e de ́genitori, Successori Le Monnier, 1878. URL consultato il 4 febbraio 2020.
- Giuseppe Piergili, Un confidente dell'alta polizia austriaca nel gabinetto di Giampietro Vieusseux: discorso letto nel Circolo filologico fiorentino, R. Simboli, 1888. URL consultato il 4 febbraio 2020.
- Giuseppe Piergili, Linfa Fluente, in Annuario della Accademia spoletina 1893-1894, Spoleto, Prem. Tipografia Bassoni, 1895,  p. 41.
- Giuseppe Piergili, Prefazione, in CONTRIBUTI LEOPARDIANI : G. Leopardi, il segretariato dell'Accademia di Belle Arti di Bologna e il retroscena pontificio, Zanichelli, 1922,  pp. V-XI, ISBN 1-332-48647-9, OCLC 975876609. URL consultato il 17 febbraio 2020.

### Curatele
- Giacomo Leopardi e Giuseppe Piergili, Vita di Giacomo Leopardi: scritta da esso, con incisioni, G. C. Sansoni, 1899. URL consultato il 4 febbraio 2020.
- Giuseppe Piergili e conte Monaldo Leopardi, Notizia della vita e degli scritti del conte Monaldo Leopardi, Firenze, 1899. URL consultato il 4 febbraio 2020.
- Giuseppe Piergili, Favole Di Tre Autori Toscani: Crudeli, Pignotti, E Clasio. A Cura Di G. Piergili, 1886. URL consultato il 4 febbraio 2020.
- Niccolò Machiavelli, Discorsi sulla prima deca di T. Livio., a cura di Giuseppe Piergili, Firenze, Le Monnier, 1892  [1531].

## Onorificenze
- medaglia d'oro dei benemeriti della Pubblica Istruzione
- medaglia d'argento dei benemeriti del prestito nazionale di guerra